# Flagge von Menorca

Flagge von Menorca seit 15. September 1983

Die Flagge von Menorca ist das offizielle Symbol des Inselrats von Menorca, also der legislativen Versammlung der Insel. Sie wurde am 15. September 1983 in einer Plenarabstimmung des Inselrats verabschiedet, nachdem eine am 8. August 1983 eingesetzte Kommission, die Vorschläge über ihr Aussehen erarbeiten sollte, ihren Abschlussbericht vorgelegt hatte. Die Flagge besteht aus zwei verschiedenen Elementen: den Hintergrund liefert die königliche Flagge von Aragón, darauf liegt, leicht zum Fahnenmast hin versetzt, das Emblem der alten Universitat General von Menorca.

## Geschichte der Flagge
Nachdem das Ley Orgánica 2/1983 am 25. Februar 1983 über das Autonomiestatut der Balearischen Inseln das System der Selbstverwaltung eingeführt hatte, setzte der Inselrat am 8. August desselben Jahres eine Kommission aus vier Historikern ein, die einen Bericht über mögliche repräsentative Symbole der Insel Menorca erarbeiten sollte, um offiziell eine Flagge festzulegen. Nach der Recherche dieser Kommission in den historischen Archiven von Ciutadella, Maó und Alaior, einer bibliographischen Suche und einer Bestandsaufnahme der verschiedenen gemeißelten Embleme und Wappenschilde auf Menorca, übergaben die Mitglieder dieser Kommission am 15. September 1983 dem Inselrat den Bericht mit folgenden Schlussfolgerungen:

### Die vier Pfähle
Die Flagge mit den vier Pfählen, genannt Senyera Reial, ist seit 1232 auf der Insel Menorca präsent, nachdem Jakob I. von Aragón am 17. Juni 1231 den Vertrag von Capdepera mit dem sarazenischen Kadi von Menorca, Abu Abd Allah Muhammad, geschlossen hatte, in dem sich Menorca zum Vasallen Aragóns gegen die Zusage erklärte, die islamische Religion weiter frei ausüben zu können. Seit der Eroberung Menorcas durch Alfons III. von Aragón 1287 ist das königliche Emblem fest etabliert. Die vier Pfähle wurden zwischen dem 14. und 17. Jahrhundert in verschiedene Schilde gemeißelt. Außerdem verwendeten die Gouverneure von Menorca ständig ein Siegel mit den vier Pfählen, um die Dokumente und Verträge zu legitimieren, die von ihrer Behörde während des 16. und 17. Jahrhunderts ausgestellt wurden (die noch älteren Dokumente wurden während der osmanischen Angriffe von 1535 in Maó und am 9. Juli 1558 in Ciutadella zerstört).

Wappen der Universitat General von ca. 1300, heute das Wappen von Ciutadella

### Der Wappenschild der Universitat General
Das spezifische und ureigene Emblem Menorcas ist das der Universitat General, von dem drei Varianten bekannt sind:
a) Die älteste Variante wird vom Ende des 13. Jahrhunderts bis etwa 1558 verwendet. König Jakob II. von Aragón bestätigt seine Verwendung im Jahr 1300. Seit dem 19. Jahrhundert und bis heute ist sie als Wappen der Stadt Ciutadella in Gebrauch.
b) Die zweite Variante ist in dem Siegel zu sehen, das die Universitat General i Particular, also die Ratsversammlung, von Ciutadella während des 16. bis 18. Jahrhunderts verwendet hat. Hiervon sind wiederum zwei Typen bekannt, benannt „segell major“ (großes Siegel) und „segell menor“ (kleines Siegel). Dieses Siegel zeigt in der Mitte einen Turm, der von einem Fahnenmast mit einem Kruckenkreuz und einer nach rechts zeigenden Wetterfahne gekrönt wird, und ist mit der Inschrift "LA UNIVERSITAT DE LA ILLA DE MENORCA" geschmückt.
c) Die dritte Variante ist ein ähnliches Siegel mit einer Verschiebung des Horizonts, das die Junta de Sanitat in Ciutadella seit dem 19. Jahrhundert verwendete.
Schließlich wurde vom Plenum des Inselrats die zweite Variante verabschiedet, da diese Version des Wappenschildes zum Zeitpunkt der Abstimmung bereits als Wappen des Inselrats verwendet wurde.

## Vorgängerversion

Flagge Menorcas zwischen Juli 1978 und September 1983

Am 28. Juli 1978 konstituierte sich der Interinsulare Generalrat (Consell General Interinsular) als Vertretung der Balearen vor der Gewährung des Autonomiestatuts mit einem Festakt im Castell de Bellver bei Palma de Mallorca. Die Flaggen, die dort vertreten waren, waren als Flaggen des Präsidiums die damalige Flagge Spaniens und die Senyera Reial in gleichem Rang, daneben drei weitere Flaggen, die Mallorca, Menorca und die Pityusen (Ibiza und Formentera) repräsentierten. Die Flagge für Menorca zeigte die vier roten Pfähle auf goldenem Grund, dazu einen breiten blauen Streifen an der Mastseite, auf dem die Darstellung des Siegels der Universitat General i Particular in Silber abgebildet war. Diese Flagge ist auf einem Foto des Festaktes zu sehen.